# Жан Барр'єнтос
Жан Барр'єнтос (ісп. Jean Barrientos; нар. 16 вересня 1990, Монтевідео, Уругвай) — футболіст з Уруґваю, півзахисник перуанської футбольної команди «Мельгар».

## Титули і досягнення
- Володар Кубка Португалії (1):

«Віторія» (Гімарайнш): 2012–13